# Illa Lobos de Tierra
L'illa Lobos de Tierra és una petita illa del Perú situada a 19 km del continent, prop de la península d'Illescas, en el límit entre les regions de Piura i de Lambayeque. La seva superfície és de 16 km², amb una longitud aproximada de 10 km i una amplada aproximada de 3 km. Al voltant de l'illa hi ha diversos illots com El León i Albatros.

## Recursos naturals
El 1863 es va estimar que l'illa tenia uns jaciments de guano de gairebé 7 milions de tones mètriques, que posteriorment van ser explotats sense cap control. El resultat va ser una sobreexplotació que ha fet en l'actualitat aquesta riquesa gairebé hagi desaparegut i el poc guano que queda no tingui la mateixa qualitat que abans.
El clima d'aquesta illa és molt càlid i en ella hi viuen ocells com el gavià de Lichtenstein, diferents tipus de Sula (mascarell camablau, mascarell de Grant i mascarell del Perú), i el corb marí guaner. Les dues últimes espècies van ser de gran importància durant l'època de màxima esplendor del guano. L'illa de Lobos de Tierra deu el seu nom a la seva proximitat a la costa i a la presència d'otàrids. De vegades s'hi poden veure balenes blaves.